# 789-es busz
A 789-es jelzésű elővárosi autóbusz Budapest és Zsámbék között közlekedik éjszaka és hajnalban, Budakeszi, Páty, Telki, Budajenő, Perbál és Tök érintésével. A viszonylatot a MÁV Személyszállítási Zrt. üzemelteti.

## Története
2019. augusztus 10-étől a Széna téri autóbusz-állomás bezárása miatt budapesti végállomása a Széll Kálmán térre kerül át. 2022. június 18-án hajnaltól a Zsámbékre közlekedő éjszakai menet helyett az új 922B viszonylat közlekedik, Budapesten és Budakeszin sűrűbb megállással.

## Megállóhelyei
| 0  | Budapest, Széll Kálmán tér végállomás  | 48 | 5, 16, 16A, 21, 21A, 22, 22A, 39, 91, 102, 116, 128, 129, 139, 140, 140A, 149, 155, 156, 221, 222 4, 6, 17, 56, 56A, 59, 59A, 59B, 61 781, 782, 783, 784, 785, 786, 787, 791, 793, 794, 795 |
| 1  | Budapest, Szent János Kórház           | 46 | 22, 22A, 91, 128, 129, 155, 156, 222 56, 56A, 59, 59B, 60, 61 781, 782, 783, 784, 785, 786, 787, 791, 793, 794, 795                                                                         |
| 2  | Budapest, Budagyöngye                  | 45 | 22, 22A, 129, 222, 291 56, 56A, 59B, 61 781, 782, 783, 784, 785, 786, 787, 791, 793, 794, 795                                                                                               |
| 3  | Budapest, Kuruclesi út                 | 44 | 22, 22A, 222, 291 781, 782, 783, 784, 785, 786, 787, 791, 793, 794, 795 |
| 4  | Budapest, Vízművek                     | 43 | 22, 22A, 222 781, 782, 783, 784, 785, 786, 787, 791, 793, 794, 795 |
| 5  | Budapest, Dénes utca                   | 42 | 22, 22A, 222 781, 782, 783, 784, 785, 786, 787, 791, 793, 794, 795 |
| 6  | Budapest, Szépjuhászné                 | 41 | 22, 22A, 222 781, 782, 783, 784, 785, 786, 787, 791, 793, 794, 795 Gyermekvasút |
| 7  | Budapest, Országos Korányi Intézet     | 40 | 22, 22A, 222 781, 782, 783, 784, 785, 786, 787, 791, 793, 794, 795 |
| 8  | Budapest, Szanatórium utca (Vadaspark) | 39 | 22, 22A, 222 781, 782, 783, 784, 785, 786, 787, 791, 793, 794, 795 |
| 9  | Budakeszi, Erkel Ferenc utca           | 38 | 22, 22A, 222 781, 782, 783, 784, 785, 786, 787, 791, 793, 794, 795 |
| 10 | Budakeszi, Gyógyszertár                | 37 | 22, 22A, 222 781, 782, 783, 784, 785, 786, 787, 791, 793, 794, 795 |
| 11 | Budakeszi, városháza                   | 36 | 22, 22A, 188 781, 782, 783, 784, 785, 787, 786, 791 |
| 12 | Budakeszi, Dózsa György tér            | 35 | 22, 22A, 188 781, 782, 783, 784, 785, 786, 787, 791 |
| 13 | Budakeszi, Fagyártmánytelep            | 34 | 781, 782, 783, 784, 785, 786, 787, 791 |
| 14 | Budakeszi, Vastagtanya                 | 33 | 781, 782, 783, 784, 785, 786, 787, 791 |
| 15 | Mézeshegy                              | 32 | 781, 782, 783, 785, 785, 786, 787, 791 |
| 16 | Páty, Somogyi Béla utca                | 31 | 781, 782, 783, 785, 785, 786, 787, 791 |
| 17 | Páty, telki elágazás                   | 30 | 778, 781, 782, 783, 784, 785, 786, 787, 791 |
| 18 | Páty, iskola                           | 29 | 778, 781, 782, 783, 784, 785, 786, 787, 791 |
| 19 | Páty, Töki utca                        | 28 | 781, 783, 784, 785, 786, 787, 791 |
| 20 | Páty, autóbusz-forduló                 | 27 | 781, 783, 784, 785, 786, 787, 791 |
| 21 | Páty, Töki utca                        | 26 | 781, 783, 784, 785, 786, 787, 791 |
| 22 | Páty, iskola                           | 25 | 778, 781, 782, 783, 784, 785, 786, 787, 791 |
| 23 | Páty, telki elágazás                   | 24 | 778, 781, 782, 783, 784, 785, 786, 787 |
| 24 | Páty, Arany János utca                 | 23 | 778 |
| 25 | Páty, erdészház                        | 22 | 778 |
| 26 | Pátyi elágazás                         | 21 | 778, 793, 794, 795 |
| 27 | Telki, Hóvirág utca                    | 20 | 778, 793, 794, 795 |
| 28 | Telki, Ófalu                           | 19 | 778, 793, 794, 795 |
| 29 | Telki, Rákóczi Ferenc utca             | 18 | 778, 793, 794, 795 |
| 30 | Telki, Muskátli utca                   | 17 | 778, 793, 794, 795 |
| 31 | Telki, Újfalu                          | 16 | 778, 793, 794, 795 |
| 32 | Budajenő, Posta                        | 15 | 778, 793, 794, 795 |
| 33 | Budajenő, Petőfi Sándor utca           | 14 | 778, 793, 794, 795 |
| 34 | Perbál, Újmajor                        | 13 | 778, 793, 794, 795 |
| 35 | Perbál, szervizüzem                    | 12 | 778, 793, 794, 795 |
| 36 | Perbál, központ                        | 11 | 778, 793, 794, 795, 799 |
| 37 | Perbál, Kisperbál                      | 10 | 778, 793, 794, 795, 799 |
| 38 | Tök, Körtvélyes                        | 9  | 778, 795, 798, 799 |
| 39 | Tök, Központi Major                    | 8  | 778, 795, 798, 799 |
| 40 | Tök, Temető                            | 7  | 778, 795, 798, 799 |
| 41 | Tök, Kútvölgy                          | 6  | 778, 795, 798, 799 |
| 42 | Tök, Fő utca 100.                      | 5  | 778, 795, 798, 799 |
| 43 | Zsámbék, Új iskola                     | 4  | 778, 795, 798, 799 |
| 44 | Zsámbék, Vasbolt                       | 3  | 778, 795, 798, 799 |
| 45 | Zsámbék, Magyar utca 59.               | 2  | 778, 795, 798, 799 |
| 46 | Zsámbék, Ady Endre utca                | 1  | 778, 783, 784, 785, 786, 787, 791, 795, 798, 799 |
| 47 | Zsámbék, autóbusz-forduló végállomás   | 0  | 770, 774, 775, 778, 779, 783, 784, 785, 786, 787, 788, 791, 795, 798, 799, 8423 1853 |